# Antonio José (piosenkarz)
Antonio José Sánchez Mazuecos (ur. 2 stycznia 1995 w Palma del Río) – hiszpański piosenkarz. Reprezentant Hiszpanii w 3. Konkursie Piosenki Eurowizji Junior (2005).
W wieku 10 lat, w 2005 roku z piosenką Te traigo flores (Przynoszę ci kwiaty) wystąpił w Konkursie Piosenki Eurowizji dla Dzieci w Hasselt. Występ zakończył na drugim miejscu, przegrywając jedynie z Białorusinką Ksenią Sitnik o trzy punkty.
Trzy tygodnie po powrocie z Eurowizji José wydał pierwszą w karierze płytę, Te traigo flores.

## Życie prywatne
Antonio José urodził się 2 stycznia 1995 roku w Palma del Río jako syn Maríi Mazuecos i Antonio José Sáncheza.
Antonio José jest członkiem juniorskiej reprezentacji amatorskiego klubu piłkarskiego Palma del Río. Wraz z tą drużyną Antonio José został wicemistrzem Hiszpanii w piłce nożnej w swojej kategorii. Poza tym jak sam przyznaje jest fanem piłki nożnej.
W latach 2001–2007 Antonio José był uczniem szkoły podstawowej (hiszp. Escuela Primaria). W 2007 roku został uczniem pierwszej klasy hiszpańskiej szkoły średniej (hiszp. Escuela Secundaria Obligatoria). Poza tym Antonio José chodzi na dodatkowe lekcje śpiewu i gry na gitarze w szkole muzycznej.
W 2007 roku w miejscowości Palma del Río powstał pierwszy fanklub Antonio José. Nosi nazwę Antonio Joser@s. Klub ten zrzesza fanów José, którzy wypełnili formularz dostępny w internecie. Antonio Joser@s został założony przez dwudziestu fanów piosenkarza, w tym troje administratorów jego oficjalnej strony.

## Kariera

### 2005
W lipcu 2005 Antonio José wygrał casting do Konkursu Piosenki Eurowizji Junior 2005. Miesiąc później wraz z Mercedes Trujillo Callealta wystąpił na scenie w Sewilli z piosenkami Dígale i Sin Miedo a Nada.

#### Konkurs Piosenki Eurowizji

##### Hiszpańskie preselekcje
25 września odbył się półfinał hiszpańskich preselekcji do Konkursu Piosenki Eurowizji Junior 2005. Antonio José znalazł się wśród dziesięciu kandydatów, którzy zakwalifikowali się do finału. Finał hiszpańskich preselekcji do Konkursu Piosenki Eurowizji dla Dzieci 2005 odbył się 2 października w Sewilli.
Antonio José wygrał hiszpańskie preselekcje do Konkursu Piosenki Eurowizji Junior 2005, zdobywając 28,5% głosów. W trakcie występu w finale w Sewilli, José pomylił się, dwa razy śpiewając tę samą zwrotkę piosenki Te traigo flores. Zgodnie z regulaminem hiszpańskich preselekcji do Eurowizji wszyscy uczestnicy muszą wykonać po dwie piosenki. Dlatego poza Te traigo flores Antonio José zaśpiewał też Dígale w duecie z Merche.

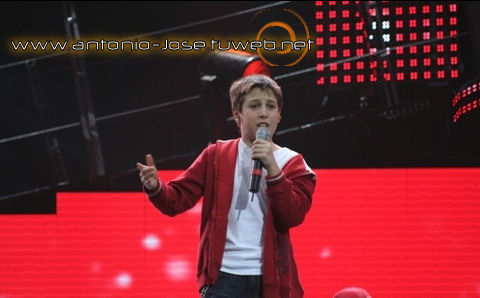
Antonio José na Eurowizji

##### Występ w Konkursie Piosenki Eurowizji
26 października – Konkurs Piosenki Eurowizji Junior 2005 w Hasselt; drugie miejsce za Ksenią Sitnik z piosenką Te traigo flores.
W półfinale Konkursu Piosenki Eurowizji 2005 José zajął drugie miejsce z łączną liczbą 167 punktów, przegrywając tylko z Aliną Eremią z Rumunii. W owym półfinale Ksenia Sitnik nie zdobyła ani jednego punktu i zajęła ostatnie, szesnaste miejsce.
W finale Konkursu Piosenki Eurowizji 2005 Antonio José wystąpił jako piętnasty w kolejności. Antonio José jako reprezentant Hiszpanii w Konkursie otrzymał z czterech państw (Grecja, Rumunia, Wielka Brytania, Serbia i Czarnogóra) po 12 punktów, z dwóch krajów (Belgia, Białoruś) po 10 punktów, z czterech państw (Cypr, Szwecja, Rosja, Holandia) po 8 punktów, z Chorwacji 7 punktów, z trzech krajów (Macedonia, Malta, Norwegia) po 7 punktów, z Łotwy 5 punktów i najmniej, 4 punkty z Danii. Łącznie dało to 146 punktów, o trzy mniej niż zwyciężczyni Konkursu – Ksenia Sitnik.
Po występie na Konkursie Piosenki Eurowizji Junior w 2005 roku Antonio José powrócił do rodzinnej miejscowości Palma del Río w prowincji Córdoba. Został powitany przez kilka tysięcy fanów. Zaśpiewał przed nimi a'capella piosenkę Te traigo flores i rozdał autografy. Godzinę później udzielił wywiadu dla TVE, w którym powiedział: Najpiękniejsze było to, że widziałem jak zostałem przyjęty. Przybył tłum ludzi, który wykrzykiwał, że mnie kocha.

##### Po występie w Konkursie Piosenki Eurowizji
17 listopada José wydał pierwszą w karierze płytę. Nosi ona taki sam tytuł jak piosenka, którą wykonał na Eurowizji, tj. Te traigo flores.
9 grudnia Antonio José został zaproszony do jednego z programów w hiszpańskiej telewizji Canal Sur. 21 grudnia odbył się koncert z okazji Dnia Młodzieży. Jednym z artystów, którzy zaprezentowali się na scenie, był José. Pięć dni później Antonio José zaśpiewał na Gran Canaria. 29 i 30 grudnia zaliczył występ w Salonie Młodzieży w Barcelonie. Następnego dnia wystąpił w Gali Noworocznej na Canal Sur.

### 2006
W 2006 roku Antonio José wraz z Maríą Isabel wziął udział w przedstawieniu kabaretu Cruz y Raya na antenie Televisión Española. Scena nawiązywała do faktu, że od kilku lat Hiszpania jest drugim pod względem dokonywanych adopcji państwem na świecie. Scena odbywała się w typowym hiszpańskim domu. W tej scenie Antonio José i María Isabel byli rodzeństwem, a Juan Antonio Muñoz Pérez i José Sánchez Mota ich przybranymi rodzicami. W trakcie przedstawienia dzieci powiedziały rodzicom o tym, iż są oni adoptowani. Poza tym oznajmiły, że same mają starszego o 30 lat brata. Wszystkich tych informacji dzień wcześniej udzielił im lekarz, do którego się zwrócili.
2 stycznia 2006 o godzinie 22:15 José wystąpił w programie na antenie Canal Sur. 4 marca wziął udział w koncercie w Villanueva de la Serena w Estremadurze. Następnego dnia wystąpił na Puerto Real w Kadyksie, w południowo-zachodniej Hiszpanii. 10 marca wraz z Maríą Isabel i Blasem wziął udział w koncercie w stolicy Wysp Kanaryjskich – Las Palmas de Gran Canaria.
W maju 2006 roku ukazał się pierwszy numer miesięcznika AJ Magazine. Łącznie wydano pięć numerów magazynu.
6 maja zainaugurował II Szkolną Olimpiadę w Orihuela. Od 19 do 23 czerwca został wybrany Artystą Tygodnia w radiu Buena Onda. 24 czerwca zainaugurował Peloteros Cup w Osunie. 12 lipca Antonio José koncertował w Cuenca, we wspólnocie autonomicznej Kastylia-La Mancha. 10 sierpnia wystąpił w Blanca, w Murcji. 12 sierpnia zaśpiewał w Benidorm, w Walencji. 10 września zaliczył koncert w Murcji. Dwa dni później wystąpił w Guadalajarze, na terenie regionu Kastylia-La Mancha. 22 września José zaśpiewał w lunaparku w San Miguel.
6 października Antonio José wraz z Maríą Isabel wystąpił podczas półfinału hiszpańskich preselekcji do dziecięcej Eurowizji 2006. Podobnie trzy dni później w finale preselekcji. Wraz z Isabel ogłosił wyniki głosowania telewidzów i pogratulował zwycięzcy, którym okazał się być Dani Fernández. 2 grudnia José wystąpił w Televisión Española w trakcie Konkursu Piosenki Eurowizji dla Dzieci 2006 w Bukareszcie.
Następnego dnia wystąpił w koncercie w Alicante, w południowo-wschodniej Hiszpanii. 30 grudnia wraz z Batuką Junior wziął udział w koncercie w stolicy Kraju Basków, Vitorii-Gasteiz. 31 grudnia Antonio José wystąpił w sylwestrowym programie Menuda NocheVieja na antenie Canal Sur.

### 2007
14 stycznia 2007 roku Antonio José wziął udział w koncercie w mieście Antequera w andaluzyjskiej prowincji Malaga, u podnóża Gór Betyckich. Dwanaście dni później wziął udział w programie Menuda Noche na antenie andaluzyjskiej stacji należącej do RTVA, Canal Sur.
Dnia 11 lutego José wystąpił na scenie w Lanzarote. W trakcie tego koncertu wykonał dziewięć piosenek z płyty Te traigo flores. Tymi piosenkami były: Te traigo flores, Yo cantaré, El pichichi de tu liga, Mi barrio, Quiero ser, Amigo, Esa niña me va, Vente oraz Pasa el invierno.
7 kwietnia 2007 roku Antonio José wystąpił w Marina d’Or.
6 lipca Antonio José w Barcelonie uczestniczył w prezentacji pierwszej płyty Guille Barea, hiszpańskiego piosenkarza. Następnego dnia José udał się do studia CCM w celu nagrania singli do drugiej płyty w swojej karierze. W sierpniu 2007 roku José wydał singel Cuéntame. Do sprzedaży trafi wiosną 2008 roku.

## AJ Magazine
W maju 2006 roku na hiszpańskim rynku prasowym pojawił się miesięcznik AJ Magazine. Był on w całości poświęcony przygotowaniom Antonio José do koncertów oraz prywatnemu życiu piosenkarza.
Łącznie wydano pięć egzemplarzy AJ Magazine. Pierwszy, wydany w maju 2006 zawierał informacje dotyczące płyty Te traigo flores oraz występu José na Eurowizji w Hasselt.
Drugi numer AJ Magazine wydany został w czerwcu 2006 roku. Zawierał bieżące informacje dotyczące przebiegu kariery Antonio José, zdjęcia z teledysku do piosenki Te traigo flores, „abecadło” José i przegląd występów na scenie w czerwcu.
Trzeci egzemplarz ukazał się w lipcu 2006 roku. Napisano w nim o występie Antonio José z Merche, a także o pozostałych koncertach piosenkarza. Poza tym na ostatniej stronie magazynu znalazł się tekst piosenki Vive la vida.
Czwarty numer AJ Magazine został wydany w październiku 2006. Na drugiej stronie magazynu ukazał się list Antonio José do fanów. Poza tym w AJ Magazine umieszczony został wywiad z Maríą Mazuecos, matką piosenkarza, informacja o nowej szacie graficznej na oficjalnej stronie internetowej piosenkarza, a także tekst piosenki Mi barrio.
Ostatnim numerem AJ Magazine był komiks AJ Cómic.

## Dyskografia
Antonio José wydał jak dotąd dwie płyty, jednak jego najpopularniejsza piosenka, Te traigo flores znalazła się jeszcze na czterech innych albumach (Eurovisión Junior 2005, The Junior Eurovision Song Contest 2005 CD, Superventas 2006, Eurovision Junior 2006). Wytwórnią, która wypromowała Antonio José jest barcelońska Vale Music, która nagrywała również płyty dla m.in. Merche, Maríi Isabel, Davida Civery i zespołu Lokita.
Poza piosenkami z płyty Te traigo flores Antonio José w duecie z Merche w trakcie koncertów wykonuje piosenkę Sin miedo a nada we własnej interpretacji. Jest to piosenka Álexa Ubago i Amaia Montero z zespołu La Oreja de Van Gogh.
Druga płyta w karierze Antonio José ukazała się latem 2007 roku. Wytwórnią, która ją wypromowała, jest CCM Management. Ta wytwórnia wydała płyty między innymi dla: Sergio Contrerasa, K-Narias, Koala i Nico.

### Te traigo flores
Pierwsza płyta Antonio José nosi tytuł Te traigo flores, tak samo jak piosenka, z którą wystąpił na Konkursie Piosenki Eurowizji w 2005 roku. Płytę Te traigo flores Antonio José wydał 17 listopada 2005 roku, trzy tygodnie po powrocie z Konkursu Piosenki Eurowizji w Hasselt. Na płycie znajduje się 13 piosenek, w tym Dígale wykonywana w duecie z Merche i dwie wersje tytułowej piosenki Te traigo flores (wersja normalna i FLMQ).
| Oryginalny tytuł               | Tłumaczenie                     | Czas trwania |
| ------------------------------ | ------------------------------- | ------------ |
| Te traigo flores               | Przynoszę ci kwiaty             | 2:41         |
| Yo cantaré                     | Będę śpiewał                    | 2:47         |
| Mal de amores                  | Zło miłości                     | 3:23         |
| Mi barrio                      | Moja dzielnica                  | 3:50         |
| Vive la vida                   | Żyj życiem                      | 3:24         |
| Quiero ser                     | Chcę być                        | 3:38         |
| Amigo                          | Przyjaciel                      | 4:04         |
| Esa niña me va                 | Ta dziewczyna ode mnie odchodzi | 3:00         |
| Vente                          | Chodź                           | 2:59         |
| Pasa el invierno               | Przetrwaj zimę                  | 3:29         |
| Te traigo flores (wersja FLMQ) | Przynoszę ci kwiaty             | 2:44         |
| Dígale (w duecie z Merche)     | Niech pani jej powie            | 4:25         |

#### Teksty piosenek
Tekst piosenki Te traigo flores, z którą Antonio José Sánchez Mazuecos wystąpił w Konkursie Piosenki Eurowizji został napisany przez ojca piosenkarza, Antonio José Sáncheza.
Słowa trzech spośród piosenek, które znalazły się na płycie Antonio José, zostały napisane przez Airama Etxaniza. Są to piosenki: Yo cantaré, Quiero ser i Amigo.
Tekst piosenki El pichichi de tu liga napisało czterech autorów. Byli to: Carlos Andrés Alcaraz, Diego Alejandro Vanegas, David López i Francisco Palma.
Manuel Gutiérrez Guerrero i Juan Antonio Reyes Jiménez wspólnie napisali słowa do piosenki Pasa el invierno.
Tekst piosenki Dígale, którą José śpiewa w duecie z Merche, stworzyli Gustavo Santander i Christian Leuzzi.
Słowa piosenki Esa niña me va zostały napisane przez Félixa Pizarro i José Antonio Granados.
Elizabeth Taboada napisała słowa do piosenki Mal de amores, Esteban Piñero do piosenki Mi barrio, Josep Lladó do piosenki Vive la vida, a Mariluz Jiménez do piosenki Vente.

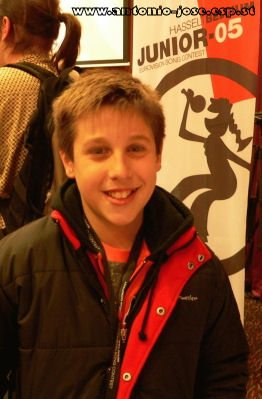
Antonio José przed finałem Konkursu Piosenki Eurowizji dla Dzieci 2005 w Belgii

#### Muzyka
Za muzykę do piosenki Te traigo flores odpowiadają: Diego Olivero (gitara elektryczna), Ismael Guijarro (gitara flamenco), Airam Etxaniz (chór), Mar de Pablos (regulacja dźwięku).
Skład zespołu wykonującego utwory: Yo cantaré, Quiero ser, Amigo i Mal de amores to: Gregory Carrero (gitara elektryczna), Ismael Guijarro (gitara flamenco), Ernesto Teruel (gitara basowa), Tomás Sánchez (perkusja), Airam Etxaniz (chór) i Mar de Pablos (regulacja dźwięku).
Piosenki: El pichichi de tu liga oraz Vive la vida stworzyła ekipa składająca się z czterech muzyków. Ci muzycy to: Luis Robisco (gitara), Carles Torregrosa i María Angeles Tejedera (chór) oraz Juan Gómez (perkusja).
Za muzykę do piosenki Mi barrio odpowiadają: Gregory Carrero (gitara elektryczna), Ismael Guijarro (gitara flamenco), Ernesto Teruel (perkusja), Tomás Sánchez (perkusja), Airam Etxaniz (chór) oraz Mar de Pablos (regulacja dźwięku).
Esa niña me va to utwór skomponowany przez ekipę czterech muzyków. Są to: Luis Robisco (gitara), Jean Paul Dupeyron i Inma Ortiz (chór) oraz Juan Gómez (perkusja).
W skład zespołu wykonującego piosenkę Pasa el invierno wchodzą: Luis Robisco (gitara), David Pastor (trąbka), Carles Torregrosa i María Angeles Tejedera (chór) oraz Juan Gómez (perkusja).
Piosenkę Vente wykonują: Luis Robisco (gitara), Carles Torregrosa i María Angeles Tejedera (chór) oraz Juan Gómez (perkusja).
Łącznie skład ekipy to 14 muzyków, w tym pięciu gitarzystów, pięcioro piosenkarzy, dwóch perkusistów, jeden trębacz i jedna osoba odpowiedzialna za regulację dźwięku.

### Cuéntame
W sierpniu 2007 José wydał singel Cuéntame (Opowiedz mi). Znalazł się on na płycie „Caribe Mix 2008”. Płyta została udostępniona do sprzedaży wiosną 2008 roku.

### Eurovisión Junior 2005
Na płycie Eurovisión Junior 2005 znalazło się dziesięć piosenek, w tym Te traigo flores. Wszystkie piosenki to utwory wokalistów startujących w hiszpańskich preselekcjach do Eurowizji 2005. Na płycie znajdują się dwie piosenki śpiewane przez wszystkich artystów jednocześnie. Są to: Amigos Siempre i Al Calor del Sol.

### The Junior Eurovision Song Contest 2005 CD
Na płycie The Junior Eurovision Song Contest 2005 CD znalazły się wszystkie utwory Konkursu Piosenki Eurowizji dla Dzieci 2005, w tym także Te traigo flores.

### Superventas 2006
Na płycie Superventas 2006 znalazło się 40 największych przebojów 2005 i 2006 roku. Została na niej umieszczona także piosenka Antonio José Te traigo flores.

### Eurovision Junior 2006
Na płycie Eurovision Junior 2006 znalazły się wszystkie piosenki uczestników hiszpańskich preselekcji do Konkursu Piosenki Eurowizji dla Dzieci 2006 oraz piosenki: Antes muerta que sencilla w wykonaniu Maríi Isabel i Te traigo flores w wykonaniu Antonio José.